# Харофіцієві
Харофіцієві (Charophyceae) — клас зелених водоростей, близькоспоріднених із вищими рослинами.
Клас порівняно невеликий за обсягом (об'єднує близько 400 видів сучасної флори та близько 1000 видів викопних), але надзвичайно важливий у філогенетичному відношенні, оскільки саме примітивні харофіцієві стали пращурами вищих рослин.

## Опис
Клас об'єднує мікро- та макроскопічні водорості, що, як і зигнематофіцієві (Zygnematophyceae =Conjugatophyceae), представляють фрагмопластну лінію еволюції. Проте, на відміну від зигнематофіцієвих, харофіцієві зберегли джгутикові стадії, причому вони, подібно до сперматозоїдів моховидних та плауновидних, мають асиметричну систему джгутикових коренів та вкриті субмікроскопічними лусочками.

## Життєвий цикл
Харофіцієві розмножуються як нестатевим, так і статевим шляхом. Нестатеве розмноження у неспеціалізованих форм відбувається поділом клітин надвоє, фрагментацією таломів, дводжгутиковими зооспорами та зрідка — акінетами. У високоспеціалізованих водоростей з порядку Charales поширено вегетативне розмноження вивідковими бруньками.

## Поширення та середовище існування
Представники класу трапляються в прісних та солоних водоймах, ґрунтах, аерофітоні.

## Систематика
До кінця 1990-х років клас розглядали як монотипний, з одним порядком — Charales. На початку 2000-х до групи стали об'єднувати інші види з відкритим мітозом (подібним до вищих рослин), персистентним телофазним веретеном та цитокінезом за участі кільцевої борозни або фрагмопласта.
За молекулярними критеріями, які добре узгоджувалися з багатьма цитологічними та морфологічними ознаками, клас поділяли на п'ять порядків: Chaetoshpaeridales, Chlorokybales, Klebsormidiales, Coleochaetales та Charales. Основними фенотипічними ознаками порядків вважали тип морфологічної структури та план будови тіла (зокрема, наявність членисто-мутовчастої будови), особливості цитокінезу (зокрема, чи бере в ньому участь кільцева борозна), здатність до розмноження за допомогою зооспор, наявність статевого процесу, та ін.